# Fothad II Airgthech
Fothad II Airgthech („Niszczyciel” lub “Grabieżca”) – na wpół legendarny zwierzchni król Irlandii z dynastii Milezjan (linia Itha) razem z bratem Fothadem II Cairpthechem w latach 295-296, potem samodzielnie w roku 296. Syn Lugaida VI MacConna, zwierzchniego króla Irlandii. Według średniowiecznej irlandzkiej legendy i historycznej tradycji objął z bratem zwierzchni tron Irlandii po śmierci Cairbre’a II Liffechaira w bitwie pod Gabhra-Aichle koło Tary w hrabstwie Meath. Rządził przez rok, gdy postanowił zabić swego starszego brata i współrządcę, Fothada I Cairpthecha. Cieszył się samodzielną władzą przez krótki czas, bowiem został pokonany i zabity w bitwie pod Ollarba, przy Magh-Line (obecnie rzeka Larne) w hrabstwie Antrim, z ręki Caílte’a mac Rónáin z fianna, przybranego syna i ulubieńca wodza Fionna mac Cumhaill.
Fothad pozostawił po sobie syna Fachtnę, przodka rodu O’Niadh lub O’Neidhe (ang. Needham, Neville i Macnie) w hrabstwie Tipperary. Potomkowie przyjęli nazwisko na cześć MacNiada, dziadka Fothada II. Z bocznej linii wyszedł ród O’Uaithne (zang. Anthony, Antony, Green i Antonie).